# بیت لهیا
بیت لهیا (به عربی: بيت لهيا) یک منطقهٔ مسکونی در لبنان است که در شهرستان راشیا واقع شده‌است.